# Bobsleigh als Jocs Olímpics d'Hivern de 1992
Als Jocs Olímpics d'Hivern de 1992 celebrats a la ciutat d'Albertville (França) es disputaren dues proves de bobsleigh, ambdues en categoria masculina.
Les proves es realitzaren entre els dies 15 i 16 de febrer la prova de Bobs a 2 i entre el 21 i 22 de febrer de 1992 a les instal·lacions situades a La Plagne. Hi participaren un total de 159 corredors de 25 comitès nacionals diferents.

## Resum de medalles
| Prova            | Or                                                                                   | Argent                                                                           | Bronze                                                                             |
| Bobs a 2 detalls | Suïssa · Suïssa IGustav Weder · Donat Acklin                                         | Alemanya · Alemanya IRudi Lochner · Markus Zimmermann                            | Alemanya · Alemanya IIChristoph Langen · Günther Eger                              |
| Bobs a 4 detalls | Àustria · Àustria IIngo Appelt · Harald Winkler · Gerhard Haidacher · Thomas Schroll | Alemanya · Alemanya IWolfgang Hoppe · Bogdan Musiol · Axel Kühn · René Hannemann | Suïssa · Suïssa IGustav Weder · Donat Acklin · Lorenz Schindelholz · Curdin Morell |

## Medaller
| Posició | País     | Or | Argent | Bronze | Total |
| 1       | Suïssa   | 1  | 0      | 1      | 2     |
| 2       | Àustria  | 1  | 0      | 0      | 1     |
| 3       | Alemanya | 0  | 2      | 1      | 3     |
|         |          |    |        |        |       |
| Total   | Total    | 2  | 2      | 2      | 6     |